# 7-ото небе (филм, 1927)
„7-ото небе“ (на английски: 7th Heaven) е американски черно-бял ням драматичен филм от 1927 година на режисьора Франк Борзейги.

## Сюжет
Внимание:  Текстът по-долу разкрива сюжета на произведението (или части от него)!
Парижки чистач на канали на име Чико живее в малка, мизерна стая на тавана на висока жилищна сграда. Чико шеговито нарича стаята си „7-ото небе“. През деня чисти канализацията и мечтае един ден да стане чистач на улици, а вечер седи до прозореца на стаята си и общува със звездите…

## Актьорски състав
| Актьор         | Роля                |
| -------------- | ------------------- |
| Чарлз Фарел    | Чико                |
| Джанет Гейнър  | Даян                |
| Бен Бард       | полковник Брисак    |
| Албърт Гран    | Бул                 |
| Дейвид Бътлър  | Гобен               |
| Мари Москини   | мадам Гобен         |
| Гладис Броквел | Нана                |
| Емил Шотар     | отец Шевийон        |
| Джеси Хаслет   | леля Валънтайн      |
| Брандън Хърст  | чичо Джордж         |
| Брандън Хърст  | чичо Джордж         |
| Джордж Стоун   | канализационен плъх |
| Лилиан Уест    | Арлет               |

## Снимачен процес
- Първият филм в историята на киното, който печели „Оскар“ в категорията „Най-добър режисьор“.